# Langnes-Halbinsel
Die Langnes-Halbinsel (norwegisch Langneset, wörtlich übersetzt langes Vorgebirge, in Australien Long Peninsula) ist eine 14,5 km lange, schmale und felsige Halbinsel an der Ingrid-Christensen-Küste des ostantarktischen Prinzessin-Elisabeth-Lands. Sie ist die nördlichste der drei großen Halbinseln, welche die Vestfoldberge bilden.
Norwegische Kartografen, die auch die deskriptive Benennung vornahmen, kartierten sie anhand von Luftaufnahmen, die bei der Lars-Christensen-Expedition 1936/37 entstanden.